# 1974-es Formula–1 svéd nagydíj
A svéd nagydíj volt az 1974-es Formula–1 világbajnokság hetedik futama.

## Időmérő edzés
Az időmérő edzésen a két Tyrrell szerezte meg az első sort, Patrick Depailler és Jody Scheckter sorrendben. A Ferrari versenyzői, Niki Lauda és Clay Regazzoni a második sorba kvalifikálták magukat. Az ötödik helyen Ronnie Peterson végzett, megelőzve James Huntot, míg a hetedik legjobb időt Jacky Ickx, a nyolcadikat pedig Jean-Pierre Jarier autózta. A legjobb tízet Emerson Fittipaldi, illetve Carlos Reutemann egészítette ki.

## Futam
A rajtnál Scheckter vette át a vezetést, Peterson pedig sikerült Depailler-t is megelőznie. Őket Lauda, Regazzoni és Reutemann követte. Az első néhány körben a sorrend nem változott, míg a 9. körben Peterson Lotusa a féltengely meghibásodása miatt meg nem állt. A 24. körben Regazzoni váltóhiba miatt kiállni kényszerült, így Hunté lett a negyedik pozíció, mivel néhány körrel korábban megelőzte Reutemann-t. Az argentin a 31. körben olajszivárgás miatt kiállt, és Fittipaldi lépett fel az ötödik helyre, akit Hulme követett. Az 57. körben Hulme-nak eltörött a felfüggesztése, így a helyét Vittorio Brambilla örökölte.
Lauda hátsó felfüggesztése is meghibásodott, ezért az autót egyre nehezebben lehetett vezetni, lehetővé téve az előzést Hunt számára a 66. körben. Néhány körrel később Lauda váltóhiba miatt feladta a versenyt. A brit ezután üldözőbe vette a Tyrrelleket, de már nem sikerült megelőznie őket.
Scheckter megszerezte pályafutása első futamgyőzelmét, aki mögött szorosan Depailler végzett. A dobogó legalsó fokára Hunt állhatott fel. A további pontszerzők Fittipaldi, Jarier és Hill voltak.
| Helyezés | #  | Versenyző            | Csapat/Motor      | Körök | Idő/Kiesés oka      | Rajthely | Pontszám |
| -------- | -- | -------------------- | ----------------- | ----- | ------------------- | -------- | -------- |
| 1        | 3  | Jody Scheckter       | Tyrrell-Ford      | 80    | 1:58:31,391         | 2        | 9        |
| 2        | 4  | Patrick Depailler    | Tyrrell-Ford      | 80    | + 0,380             | 1        | 6        |
| 3        | 24 | James Hunt           | Hesketh-Ford      | 80    | + 3,325             | 6        | 4        |
| 4        | 5  | Emerson Fittipaldi   | McLaren-Ford      | 80    | + 53,507            | 9        | 3        |
| 5        | 17 | Jean-Pierre Jarier   | Shadow-Ford       | 80    | + 1:16,403          | 8        | 2        |
| 6        | 26 | Graham Hill          | Lola-Ford         | 79    | + 1 kör             | 15       | 1        |
| 7        | 27 | Guy Edwards          | Lola-Ford         | 79    | + 1 kör             | 18       |          |
| 8        | 21 | Tom Belsø            | Iso Marlboro-Ford | 79    | + 1 kör             | 21       |          |
| 9        | 8  | Rikky von Opel       | Brabham-Ford      | 79    | + 1 kör             | 20       |          |
| 10       | 10 | Vittorio Brambilla   | March-Ford        | 78    | Motorhiba           | 17       |          |
| 11       | 28 | John Watson          | Brabham-Ford      | 77    | + 3 kör             | 14       |          |
| Kizárva  | 22 | Vern Schuppan        | Ensign-Ford       | 77    | Kizárva             | 26       |          |
| Kiesett  | 12 | Niki Lauda           | Ferrari           | 70    | Váltó               | 3        |          |
| Kiesett  | 9  | Reine Wisell         | March-Ford        | 59    | Felfüggesztés       | 16       |          |
| Kiesett  | 6  | Denny Hulme          | McLaren-Ford      | 56    | Felfüggesztés       | 12       |          |
| Kiesett  | 19 | Jochen Mass          | Surtees-Ford      | 53    | Felfüggesztés       | 22       |          |
| Kiesett  | 7  | Carlos Reutemann     | Brabham-Ford      | 30    | Olajszivárgás       | 10       |          |
| Kiesett  | 2  | Jacky Ickx           | Lotus-Ford        | 27    | Motor               | 7        |          |
| Kiesett  | 11 | Clay Regazzoni       | Ferrari           | 24    | Váltó               | 4        |          |
| Kiesett  | 18 | Carlos Pace          | Surtees-Ford      | 15    | Meghajtás           | 24       |          |
| Kiesett  | 1  | Ronnie Peterson      | Lotus-Ford        | 8     | Féltengely          | 5        |          |
| Kiesett  | 23 | Leo Kinnunen         | Surtees-Ford      | 8     | Motorhiba           | 25       |          |
| Kiesett  | 33 | Mike Hailwood        | McLaren-Ford      | 5     | Üzemanyag-szivárgás | 11       |          |
| Kiesett  | 14 | Jean-Pierre Beltoise | BRM               | 3     | Motorhiba           | 13       |          |
| Kiesett  | 16 | Bertil Roos          | Shadow-Ford       | 2     | Váltó               | 23       |          |
| Kiesett  | 15 | Henri Pescarolo      | BRM               | 0     | Tűz                 | 19       |          |
| NK       | 20 | Richard Robarts      | Iso Marlboro-Ford |       |                     |          |          |

## Statisztikák
Vezető helyen:
- Jody Scheckter: 80 (1-80)

Jody Scheckter 1. győzelme, Patrick Depailler 1. pole-pozíciója, 1. leggyorsabb köre.
- Tyrrell 17. győzelme.